# Kölner Institut für religiöse Kunst
Das Kölner Institut für religiöse Kunst wurde Anfang der 1920er Jahre vom Theologen und Kunsthistoriker Fritz Witte gegründet.
Anfänglich war es räumlich und personell eng mit dem Museum Schnütgen am Hansaring in Köln verbunden. Im Oktober 1926 wurde es den Kölner Werkschulen mit Sitz am Ubierring beigeordnet.
Die Arbeit des Kölner Institutes für religiöse Kunst war außerordentlich erfolgreich. Obgleich es nur eine kleine Abteilung der Werkschulen darstellte, erwirtschaftete es mitunter die Hälfte der Einnahmen der ganzen Schule. Köln wurde zu einem Zentrum kirchlich Kunstschaffender. Das Institut, das den Rang einer Kunsthochschule hatte, stellte Maler für Kirchenmalereien und betreute diese Projekte. Große Ausmalungen gab es beispielsweise in der Köln-Ehrenfelder Kirche St. Mechtern (Peter Hecker), in der Kreuzerhöhungskirche in Wissen (Peter Hecker) und der Kölner Kirche St. Peter (Hans Zepter). Es wurde eine sehr professionelle Arbeitsweise erreicht, wollte man doch nicht, dass die vom Institut betreuten Wandmalereien (Expressionistische Kirchenmalerei) als Werk von Studierenden angesehen würden.
Das Ende des Institutes kam 1933. Der damalige Leiter (seit 1926) Jakob Eschenbach wollte nicht die Zwangsmitgliedschaft des Institutes in der Reichskulturkammer (Gesetz vom 22. September 1933) akzeptieren. Um durch das Konkordat vor nationalsozialistischer Einflussnahme geschützt zu sein, gründete man die Beratungsstelle für religiöse Kunst beim Erzdiözesanmuseum Köln, doch im antiklerikalen nationalsozialistischen Zeitgeist hatte solche Kunst keine Chance mehr.